# House Foods
House Foods Corporation (jap. ハウス食品株式会社 Hausu Shokuhin Kabushiki-gaisha) – japońskie przedsiębiorstwo spożywcze z siedzibą w Higashiōsaka w prefekturze Osaka, założone 11 listopada 1913 roku.